# 数据集成
数据集成是将不同来源与格式的数据逻辑上或物理上进行集成的过程。传统上，数据集成可以分为两大类方法，即数据仓库和联邦数据库系统。数据库仓库技术在物理上将分布在多个数据源的数据统一集中到一个中央数据库中；而联邦数据库则仅通过将用户查询翻译为数据源查询来进行逻辑上的数据集成。